# Корпорація авіаційної промисловості Китаю
Корпорація авіаційної промисловості Китаю  (кит.: 中国航空工业集团公司, англ. Aviation Industry Corporation of China, AVIC) — це китайський державний оборонний авіаційний конгломерат зі штаб-квартирою в Пекіні, контроль за яким здійснює Комісія Держради з нагляду та управління державним майном Китаю. Корпорація AVIC, заснована 1951 року, є найбільшим в Китаї авіаційним науково-промисловим конгломератом, відповідальним за виробництво практично всіх внутрішніх військових літаків, БПЛА та гелікоптерів, а також широкого спектру цивільних літаків та інших авіаційних виробів. Станом на 2023 рік в AVIC працювало 386 000 співробітників, її загальні активи були оцінені в 1,27 трильйона юанів (179 млрд доларів США). Її загальний операційний дохід 2022 року становив 555 мільярдів юанів (78 мільярдів доларів США), а чистий прибуток — 18,93 млрд юанів (2,66 млрд дол. США). Корпорація контролює 86 лабораторій і центрів прикладних досліджень, зокрема 33 науково-дослідні інститути, 32 технологічні центри міністерств та підприємств, вісім центрів технологічних інновацій. Станом на 2021 рік AVIC посідала 140 місце в рейтингу Fortune Global 500, мала понад 100 дочірніх компаній.
Корпорація активно співпрацює з міжнародними авіаційними компаніями: її дочірні компанії мають спільні підприємства, іноземні активи, угоди про ліцензоване виробництво, технічне обслуговування та інші форми співпраці з такими компаніями як Boeing, Airbus, Bombardier, Safran, Goodrich, Sikorsky, Rolls-Royce, Pratt & Whitney, UTC, GE та Honeywell.

## Історія розвитку

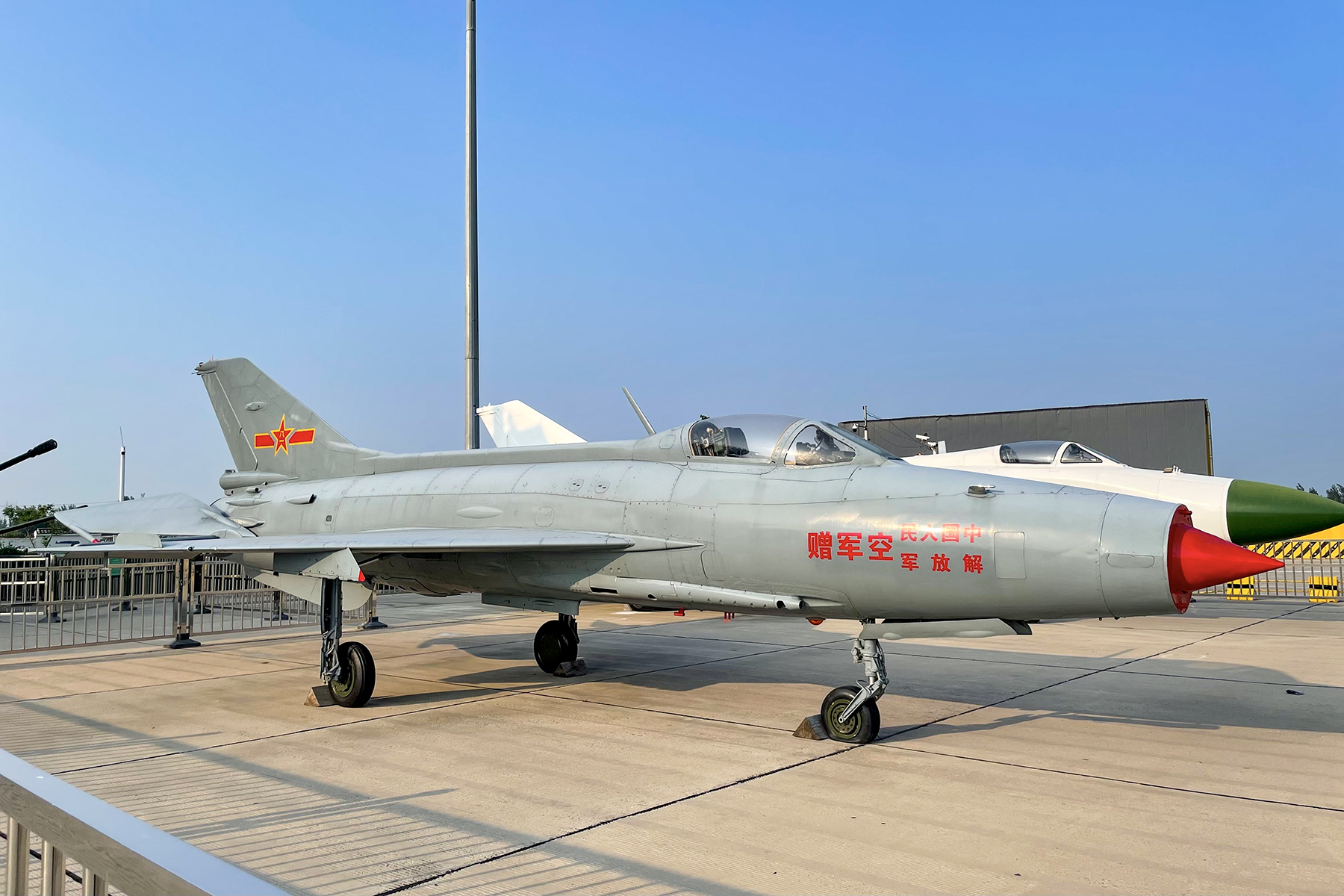
Chengdu J-7, ліцензована копія радянського МіГ-21

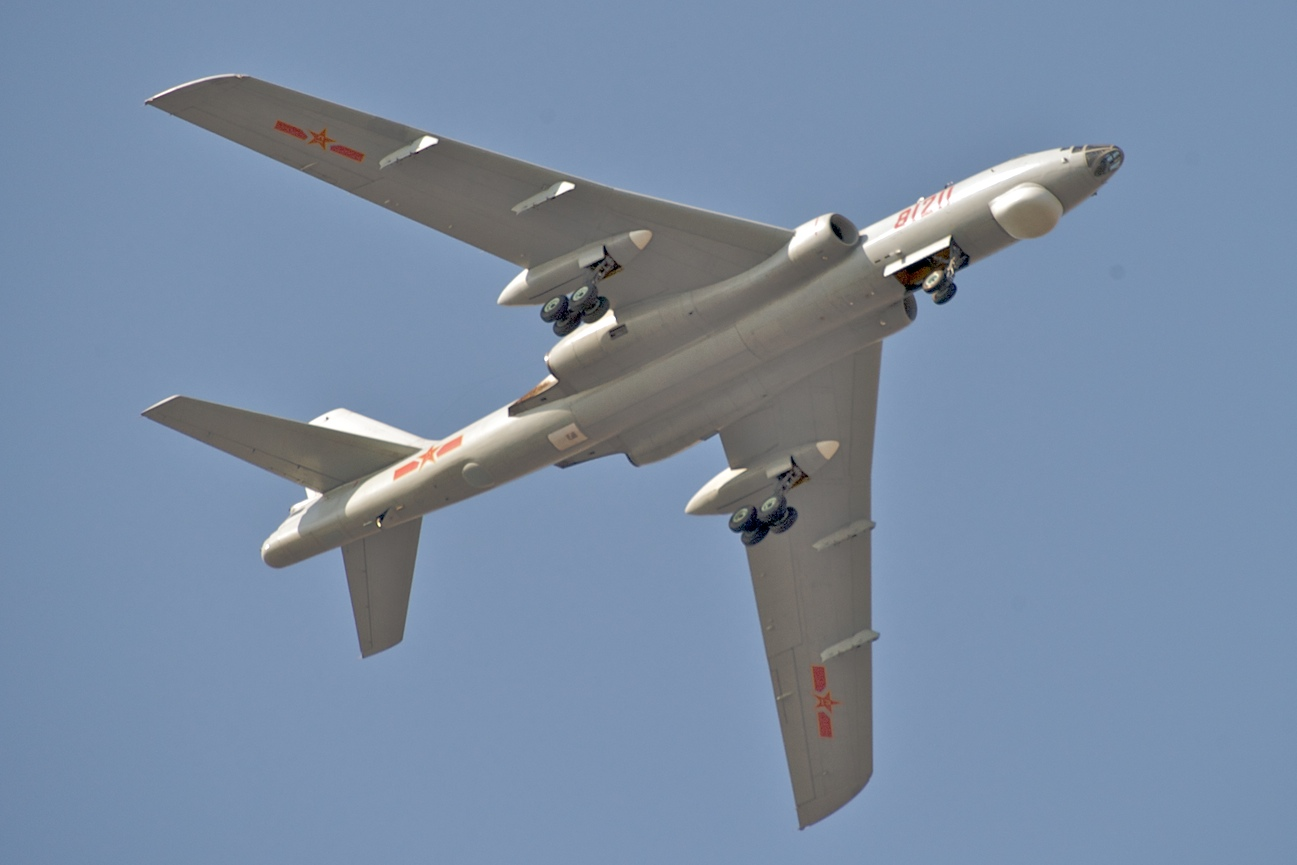
Xi'an H-6M, ліцензована копія радянського бомбардувальника Ту-16

AVIC виводиться із «Міністерства машинобудування» (ММ), яке було засноване 1951 року під егідою Міністерства оборони Центральним народним урядом Китайської Народної Республіки. Уряд прийняв «Рішення про будівництво авіаційної промисловості», що ознаменувало офіційне створення авіаційної промисловості в Китаї. Протягом першої п'ятирічки (1953—1957 рр.) держава інвестувала значні кошти в розвиток ММ: створила низку авіаційних технікумів й університетів, побудувала 13 основних системоутворюючих підприємств, створила систему авіаційного виробництва і систему підготовки кадрів, що дозволило авіаційній промисловості швидко завершити перехід від ремонту до виробництва. Були створені науково-дослідні інститути матеріалів, технічної розвідки, льотних випробувань, а також конструкторські кімнати для літаків, двигунів та авіаційних приладів, авіації та 22 проектно-дослідницькі інститути. Ці заходи дозволили авіаційній промисловості КНР змінити пріоритет з підтримки літаків, переважно радянських, на виробництво власної продукції. Протягом 1960-х і 70-х років сфера діяльності MM розширилася на спеціалізовані літаки й гелікоптери, серед них навчально-тренувальний літак CJ-6, гелікоптер Z-5, штурмовик Q-5, винищувачі J-7, легкий бомбардувальник H-5, транспортний літакY-7 і літак раннього попередження KJ-18, перші авіаційні двигуни WP-7A. Хоча акцент робився на випуск військових літаків, компанія також розробляла цивільні літаки, зокрема 1980 року було завершено створення пасажирського літака Shanghai Y-10.

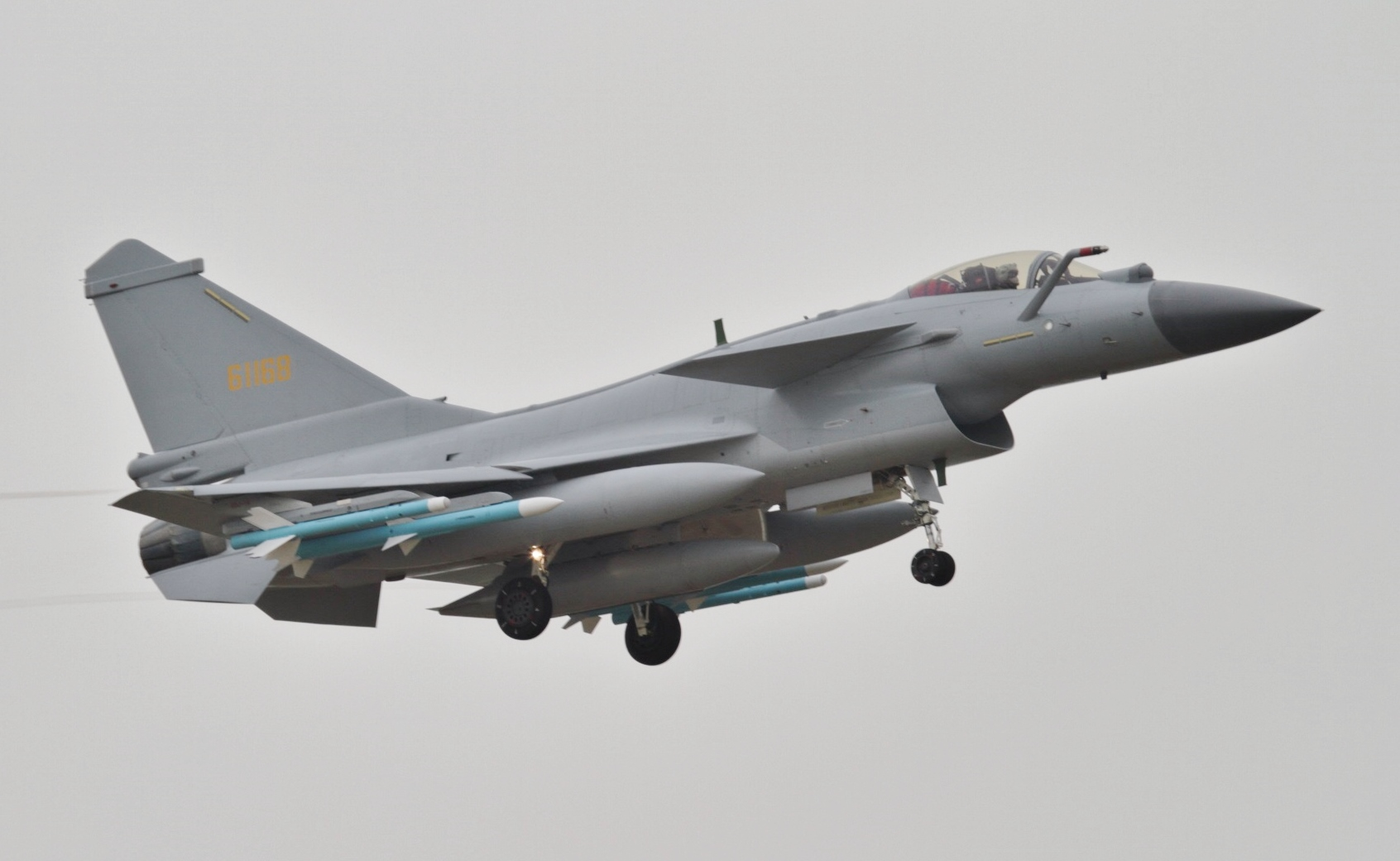
Багатоцільовий винищувач китайського виробництва Chengdu J-10

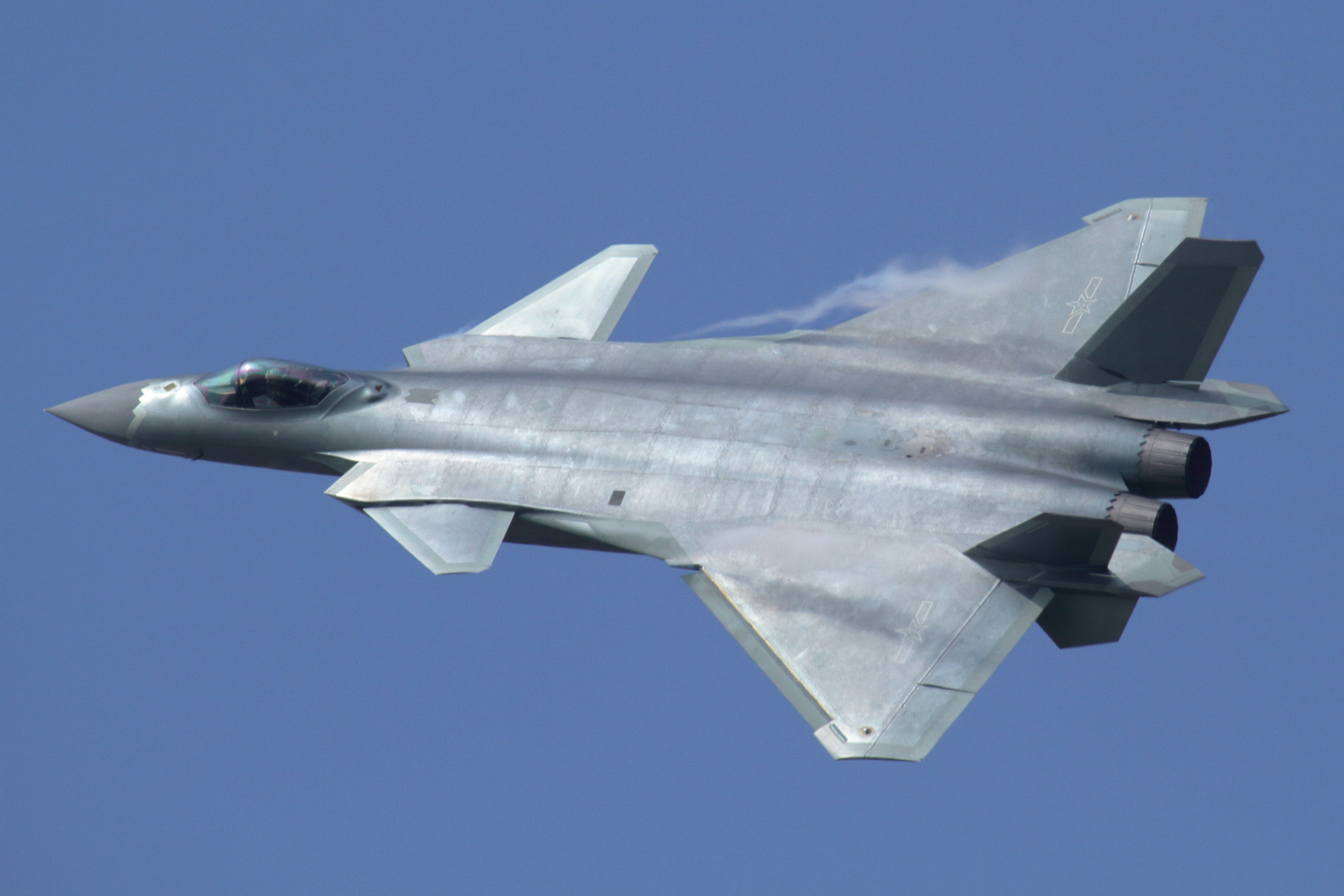
Китайський винищувач п'ятого покоління Chengdu J-20

Після приходу до влади Ден Сяопіна наприкінці 1970-х років MM було реорганізовано в Міністерство аерокосмічної промисловості і передано з Міністерства оборони до Державної ради. За цей час КНР випустила 20 моделей цивільних літаків, а також великий транспортний гелікоптер Z-8. У 1980-х роках авіаційна промисловість Китаю почала розширюватися на міжнародному рівні. 1985 року було досягнуто угоди з McDonnell Douglas про виробництво 25 авіалайнерів MD-82 у Шанхаї.
1993 року була створена AVIC шляхом поділу Міністерства аерокосмічної промисловості на Корпорацію авіаційної промисловості Китаю (AVIC) та Китайську аерокосмічну корпорацію (CASC) з передачею їх під управління Комісії з питань науки, технологій та промисловості національної оборони (COSTIND). Це поклало початок трансформації авіаційної промисловості Китаю в корпоративну діяльність. 1999 року AVIC була додатково розділена на AVIC I та AVIC II. Завданням AVIC I було розроблення великих літаків, таких як бомбардувальники (H-6, JH-7), середні комерційні літаки (ARJ-21) та винищувачі (J-7, J-8, J-10, J-11 та JF-17), тоді як AVIC II відповідала за менші літаки та гелікоптери.

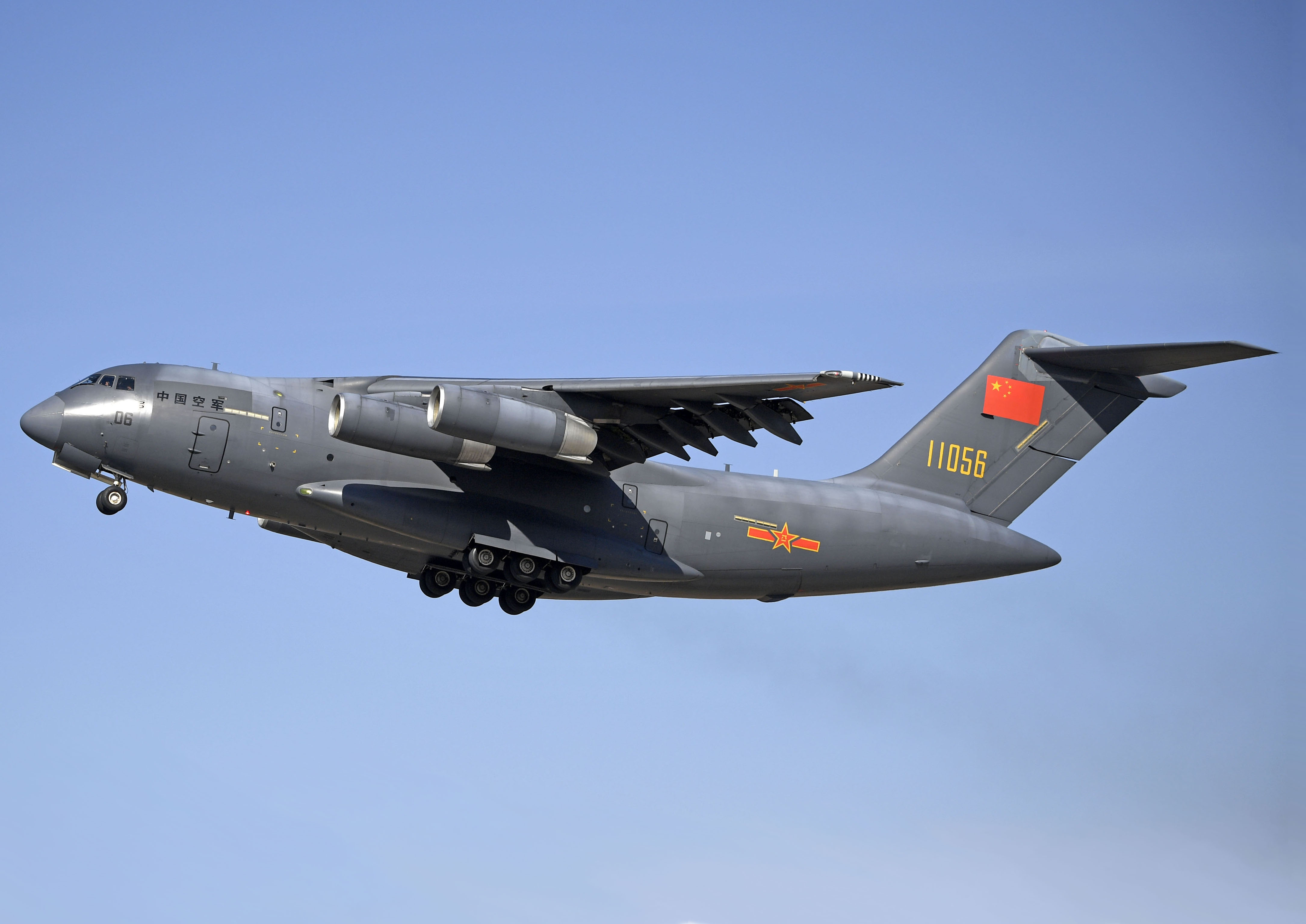
Перший стратегічний військово-транспортний літак китайського виробництва Xian Y-20 Kunpeng

Китайський гелікоптер середньої вантажності Harbin Z-20

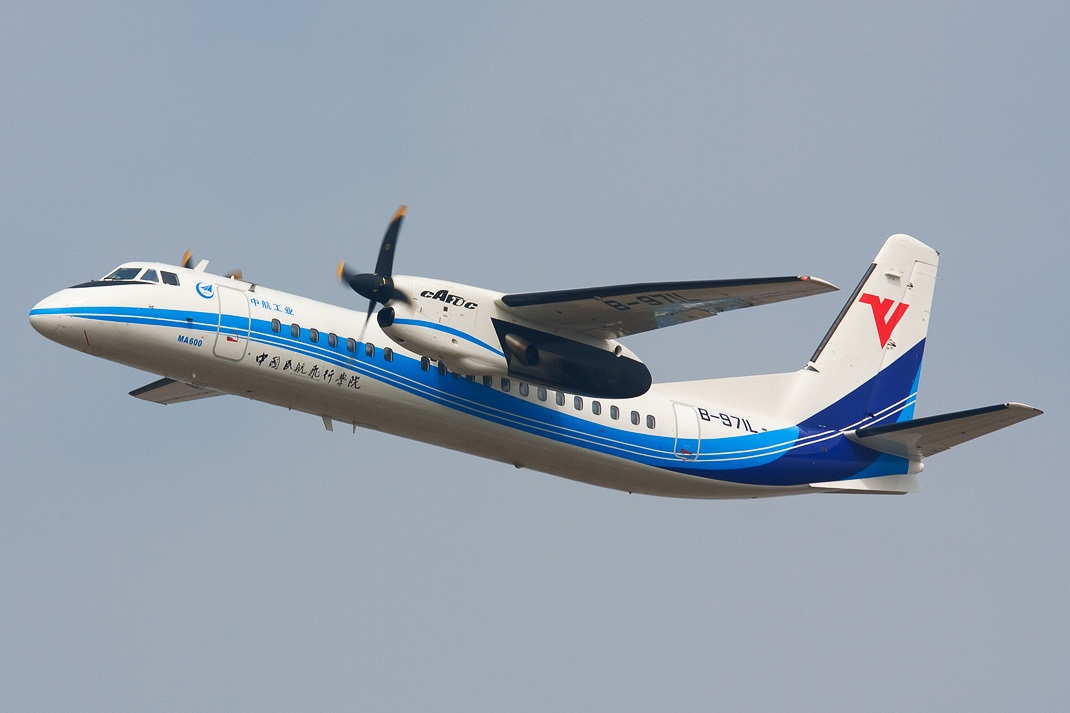
Китайський турбогвинтовий пасажирсько/вантажний авіалайнер Xian MA-600

Це роз'єднання тривало до 2008 року, коли дві компанії AVIC знову об'єдналися в одну компанію, яка була передана під юрисдикцію Міністерства промисловості та інформаційних технологій. 2009 року об'єднана AVIC стала першою оборонною компанією КНР, яка увійшла
до списку Fortune Global 500.
2011 року перший китайський літак-невидимка, винищувач J-20, вироблений Chengdu Aircraft Industry Group компанії AVIC, здійснив свій перший політ.
Наприкінці липня 2017 року Державна рада оголосила про план впровадження структурних змін у кількох важливих державних підприємствах, зокрема в AVIC. У січні 2018 року AVIC стала компанією з обмеженою відповідальністю, яка тепер повністю належить Комісії Держради з нагляду та управління державним майном Китаю, централізуючи повноваження Державної ради щодо фінансування та кадрових рішень.
| Період                       | Назва організації                                                                                            |
| ---------------------------- | --- |
| квітень 1951 — квітень 1952  | Бюро авіаційної промисловості, Міністерство важкої промисловості                                             |
| серпень 1952 — вересень 1963 | 4-е Бюро, Міністерство машинобудування                                                                       |
| вересень 1963 — квітень 1982 | 3-є Міністерство машинобудування                                                                             |
| квітень 1982 — квітень 1988  | Міністерство авіаційної промисловості                                                                        |
| квітень 1988 — червень 1993  | Міністерство авіаційної й аерокосмічної промисловості                                                        |
| червень 1993 — липень 1999   | Корпорація авіаційної промисловості Китаю                                                                    |
| липень 1999 — листопад 2008  | Корпорація авіаційної промисловості Китаю I (AVIC I), Корпорація авіаційної промисловості Китаю II (AVIC II) |
| листопад 2008 — жовтень 2018 | Корпорація авіаційної промисловості Китаю                                                                    |
| жовтень 2018 — продовжується | Корпорація авіаційної промисловості Китаю, LTD                                                               |

## Поле діяльності й вироби
Z-20 J helicopter.jpg
AVIC — це організація з широким спектром діяльності, який поширюється за межі авіаційної інженерії та досліджень. Її основні сфери діяльності: військова та цивільна авіація, промислове виробництво та сучасні послуги.
Основна продукція AVIC у сфері військової авіації — це винищувачі, винищувачі-бомбардувальники, бомбардувальники, транспортні,
тренувальні, розвідувальні літаки, гелікоптери, безпілотні та інші літальні апарати літальні апарати. Вона також розробляє ракети класу «повітря-повітря», «повітря-поверхня» та «поверхня-повітря».
Найуспішніші представники військової авіації AVIC — це бойові літаки J-10, J-11, J-15, J-16 та J-20, великий транспортний літак Xi'an Y-20 Kunpeng, ударний гелікоптер Z-10, середній багатоцільовий гелікоптер Z-20, бомбардувальники серії H-6 та безпілотний літальний апарат «Вінг Лонг». Через свої різні дочірні компанії AVIC виробляє значну частину апаратного та допоміжного обладнання: численні компоненти авіоніки та керування польотом, системи зв'язку, навігації, автопілоти, електромеханічні компоненти для електропостачання, подачі палива, гідравліки, контролю повітряного середовища, протипожежного захисту та боротьби з обмерзанням.24 AVIC також займається фундаментальними та прикладними дослідженнями, авіаційними льотними випробуваннями, технічним обслуговуванням літаків, навчанням пілотів.
У сфері цивільної авіації AVIC випустила численні цивільні літаки, гелікоптери та аерокосмічні системи, серед яких пасажирські літаки серії MA60, 600 та 700, цивільний вантажний літак MA600F, приватний бізнес-літак Cirrus Vision SF50, багатофункціональний літак Y-5 та гідроплан HO300. Вона виготовляє малорозмірні БПЛА26, цивільний БПЛА дистанційного зондування Harrier Hawk, персональний БПЛА Aries. Як і у галузі військової авіації, AVIC також створює широкий спектр допоміжних систем та обладнання для цивільної авіації.

## Дочірні компанії
- Aero Engine Corporation of China
- Changhe Aircraft Industries Corporation
- Chengdu Aircraft Industry Group
- China Aviation Industry General Aircraft
- Guizhou Aircraft Industry Corporation
- Hongdu Aviation Industry Group
- Shaanxi Aircraft Corporation
- Shenyang Aircraft Corporation
- Xi'an Aircraft Industrial Corporation